# Камондо, Исаак де
Граф Исаак де Камондо (фр. Isaac de Camondo, 1851—1911) — французский банкир, генеральный консул Османской империи во Франции, меценат, коллекционер искусства, чьё собрание было пожертвовано Лувру.

## Биография
Родился 3 июля 1851 года в Константинополе в семье евреев-сефардов, в конце XV века после Альгамбрского эдикта переехавшей из Испании в Константинополь. Будучи подданными Австрии, семья Камондо в 1865 году приняла итальянское подданство, где участвовала в финансировании железных дорог. В 1867 году король Виктор Эммануил II пожаловал им графский титул.
В конце 1860-х годов Исаак Камондо уехал в Францию, где работал в парижском филиале семейного банкирского дома. Несмотря на постоянное проживание во Франции, Исаак Камондо не терял связей с Турцией; его инвестиции в турецкие инфраструктурные проекты принесли ему множество наград. В 1891—1895 году он являлся Генеральным консулом Османской империи во Франции. Будучи итальянским подданным, Камондо в 1889 году возглавлял Итальянский комитет во время проведения Всемирной выставки в Париже.
Основные бизнес-интересы Камондо во Франции были связаны с финансовым рынком. Он возглавлял Banque de Paris et des Pays-Bas (впоследствии вошедший в конгломерат BNP Paribas) и Андалусийскую железнодорожную компанию.

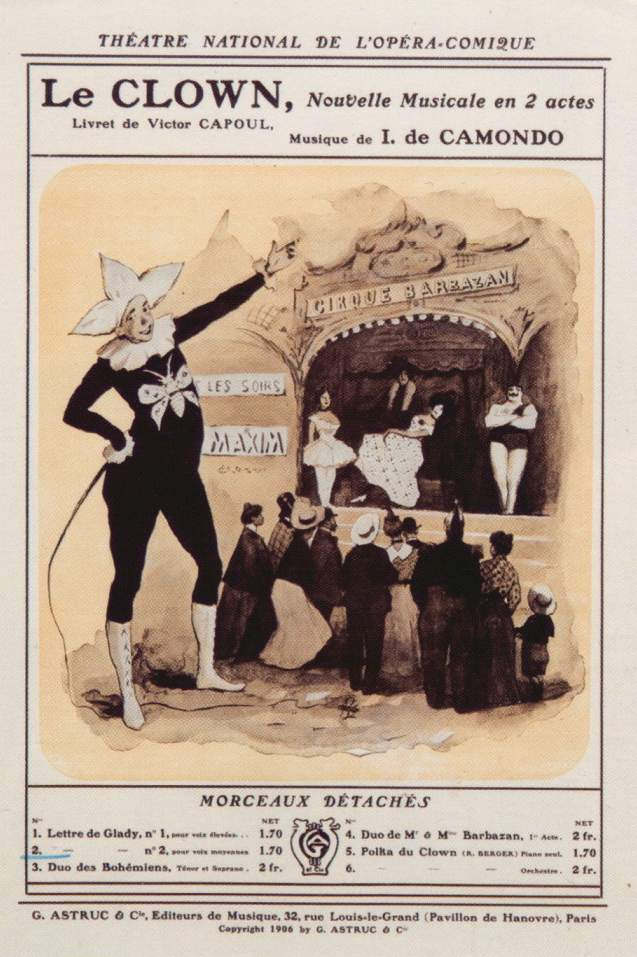
Афиша оперы «Клоун», сочинённой Камондо

Одним из увлечений Камондо была музыка — он сам сочинял арии и инструментальные пьесы. Его самая известная работа — опера «Клоун» на либретто Жозефа-Амеде-Виктора Капуля, премьера которой состоялась в 1906 году с участием американского сопрано Джеральдины Фаррар.
Камондо долгое время спонсировал Парижскую оперу и Театр Елисейских полей, оказывал финансовую поддержку журналу Musica Review, издаваемого Габриэлем Астрюком. Другим увлечением Камондо было изобразительное и декоративно-прикладное искусство. Он собрал обширную коллекцию французской художественной мебели XVIII века, скульптуры эпохи Возрождения и японской графики.
Но главным его увлечением была живопись. Начало коллекции живописи было положено в 1875 году — Камондо приобрёл пять картин Жана-Франсуа Милле, две картины Эжена Делакруа, работы Эжена Будена, Камиля Коро и Яна Бартолда Йонгкинда. С начала 1880-х годов он активно приобретает импрессионистов, в его коллекции было 9 работ Поля Сезанна (включая «Дом повешенного» и «Игроки в карты»), 25 Эдгара Дега (среди них «Абсент»), 7 Эдуарда Мане («Лола из Валенсии» и «Флейтист»), 14 Клода Моне (четыре «Руанских собора»), 8 Альфреда Сислея (в том числе и «Наводнение в Пор-Марли»), Писсарро, Пюви де Шаванна, Ренуара, Тулуз-Лотрека, Ван Гога и других.
В 1897 году Камондо был среди основателей Общества друзей Лувра и с того же года начал постепенно передавать свою коллекцию в дар Лувру. В 1908 году он составил завещание, согласно которому все его коллекции должны были перейти в дар Лувру с условием, что в течение 50 лет после его смерти коллекция останется неразделённой и будет выставляться как единое целое.
Скончался 7 апреля 1911 года в Париже. Согласно его завещанию все произведения искусства из его коллекции в 1914 году поступили в Лувр.
Впоследствии коллекции Камондо были распределены между несколькими музеями. Собрание французской живописи и рисунков XVIII — начала XIX века (Ватто, Энгр, Делакруа и другие) осталось в Лувре, азиатская часть собрания была передана в Музей Гиме, импрессионисты находятся в музее Орсе, отдельные предметы выставляются в Музее истории Франции и в Национальном морском музее.
Камондо остался холостым, однако у него были отношения с бельгийской актрисой Люси Бертран (известной под псевдонимом Люси Берте). У них было двое сыновей: писатель Жан Бертран (1902—1980) и актёр Поль Бертран (1903—1978).
Художник Анри Лебаск в 1912 году написал посмертный портрет Исаака де Камондо. В Лувре один из залов носит его имя.
Избранные картины из коллекции Камондо

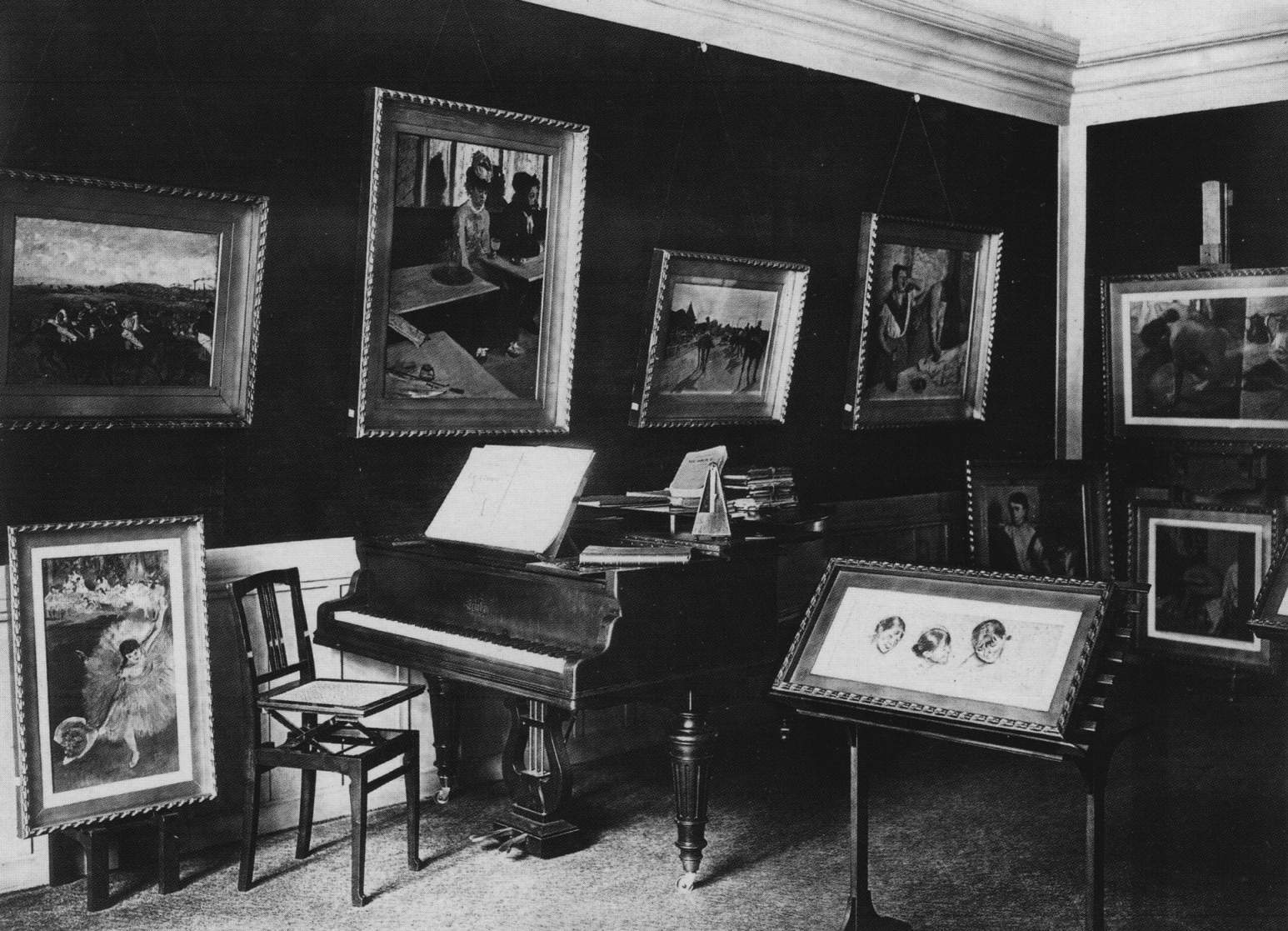
«Комната Дега» в квартире Камондо на Елисейских полях
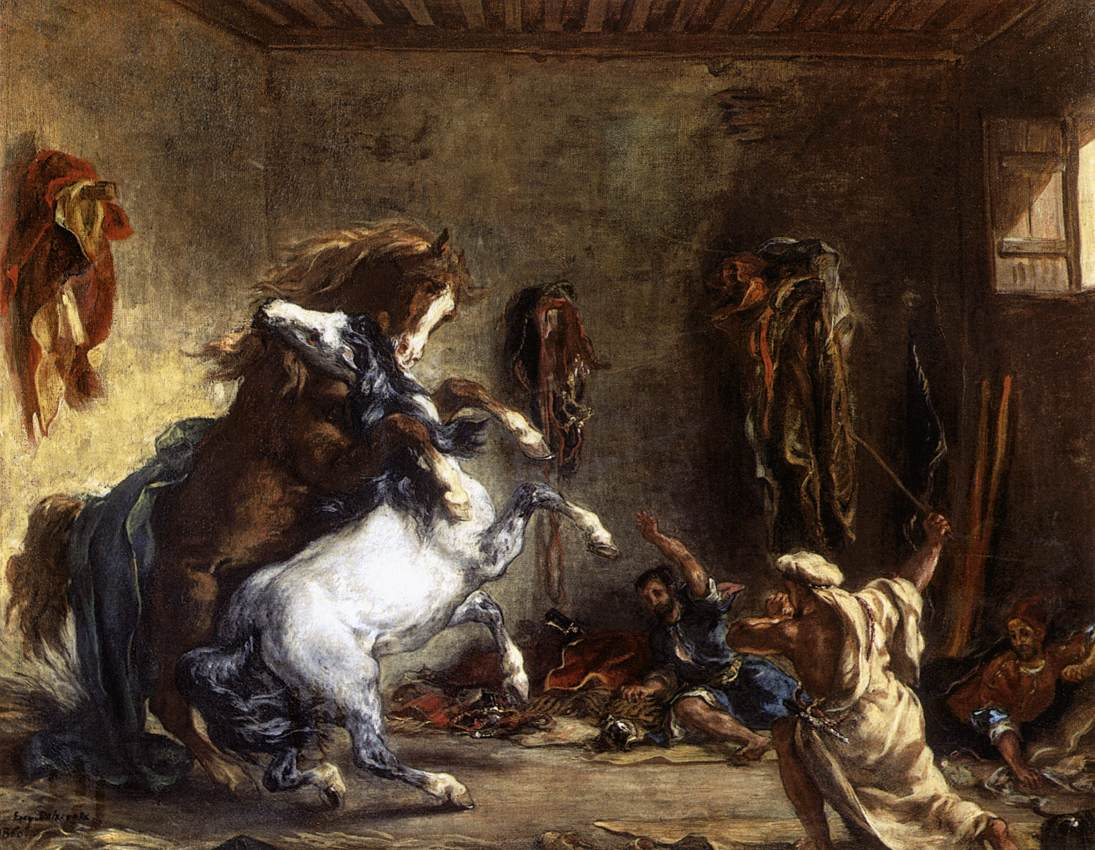
Э. Делакруа. «Драка лошадей в конюшне»
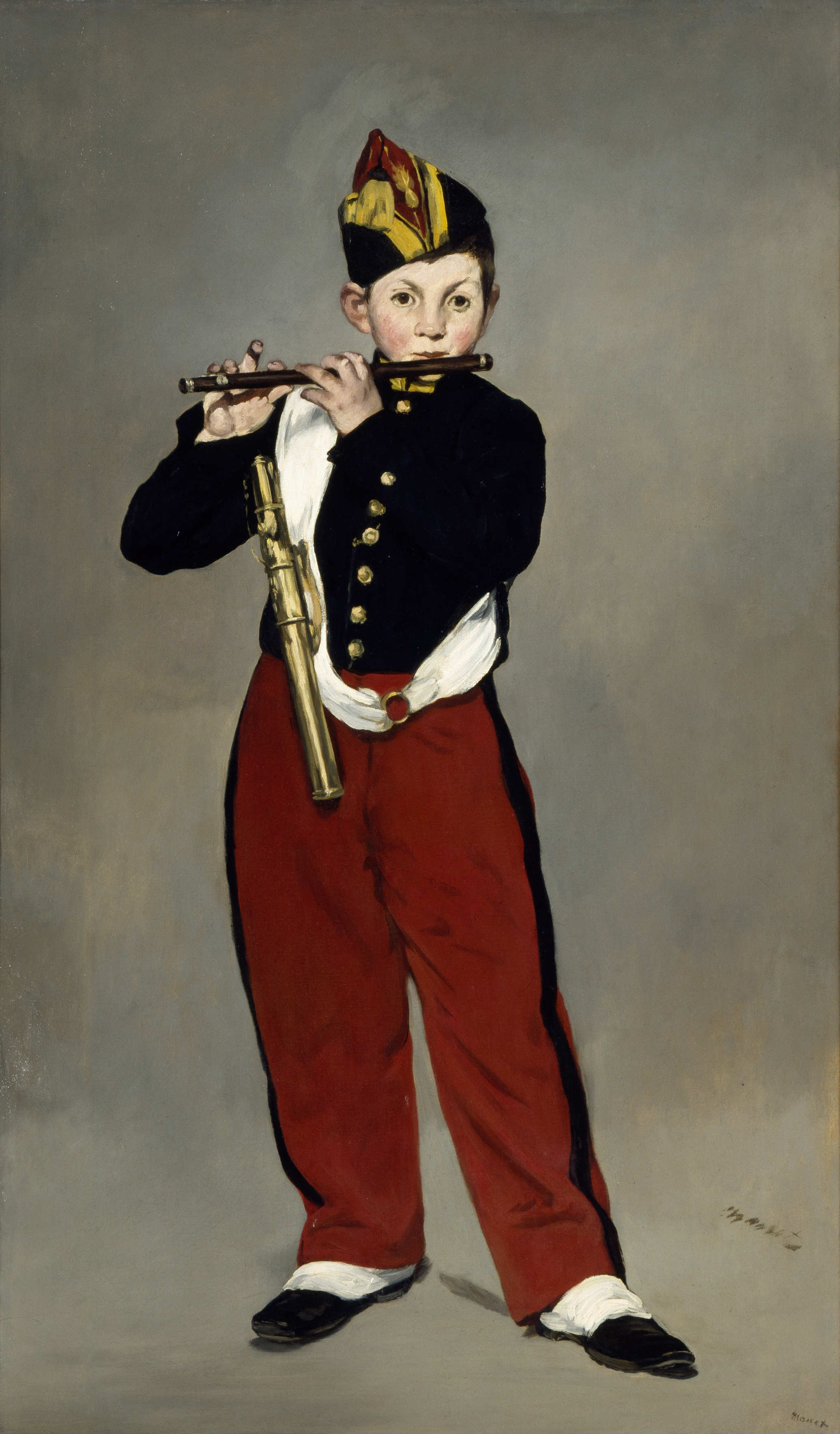
Э. Мане. «Флейтист»
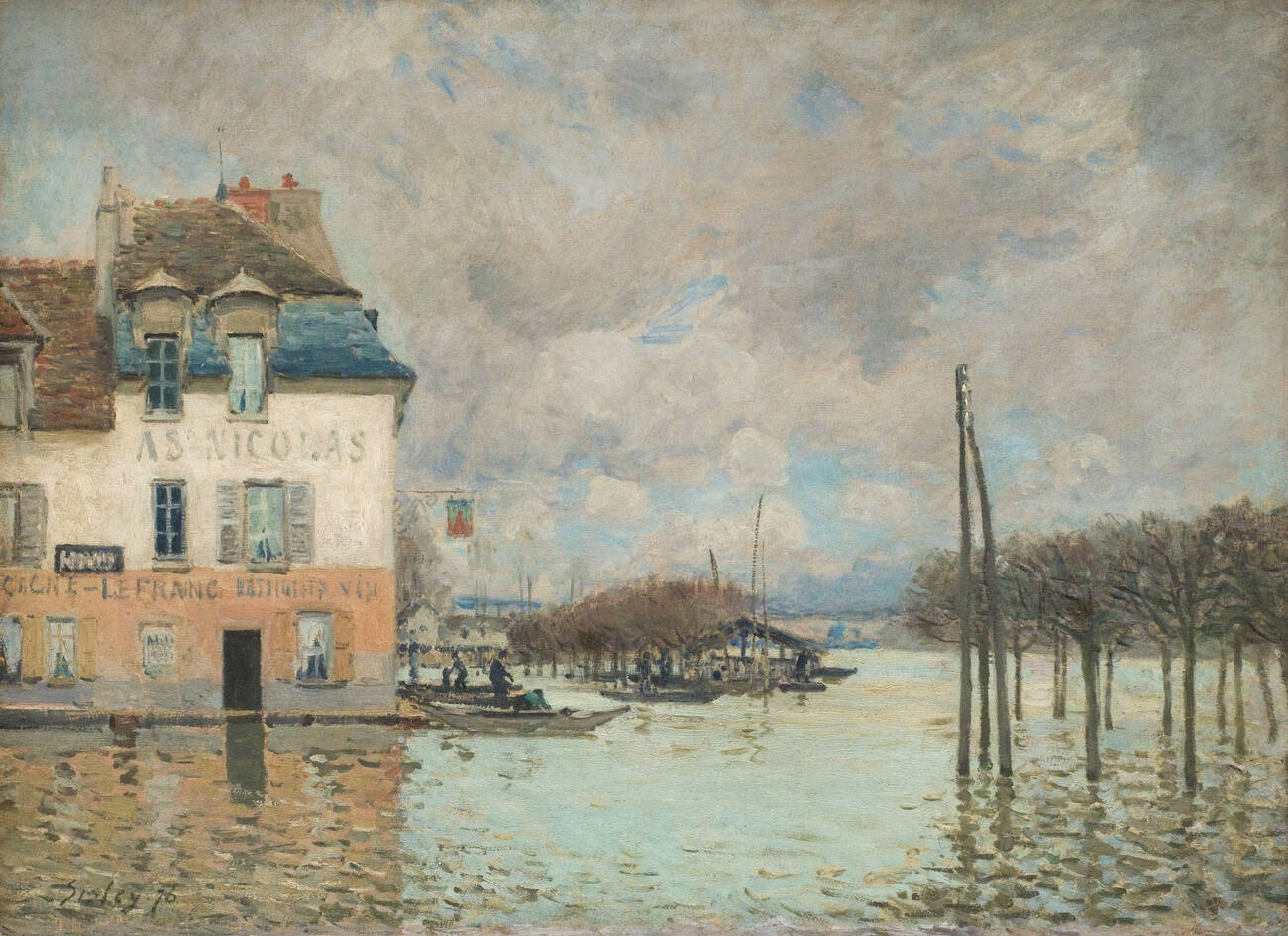
А. Сислей. «Наводнение в Пор-Марли»
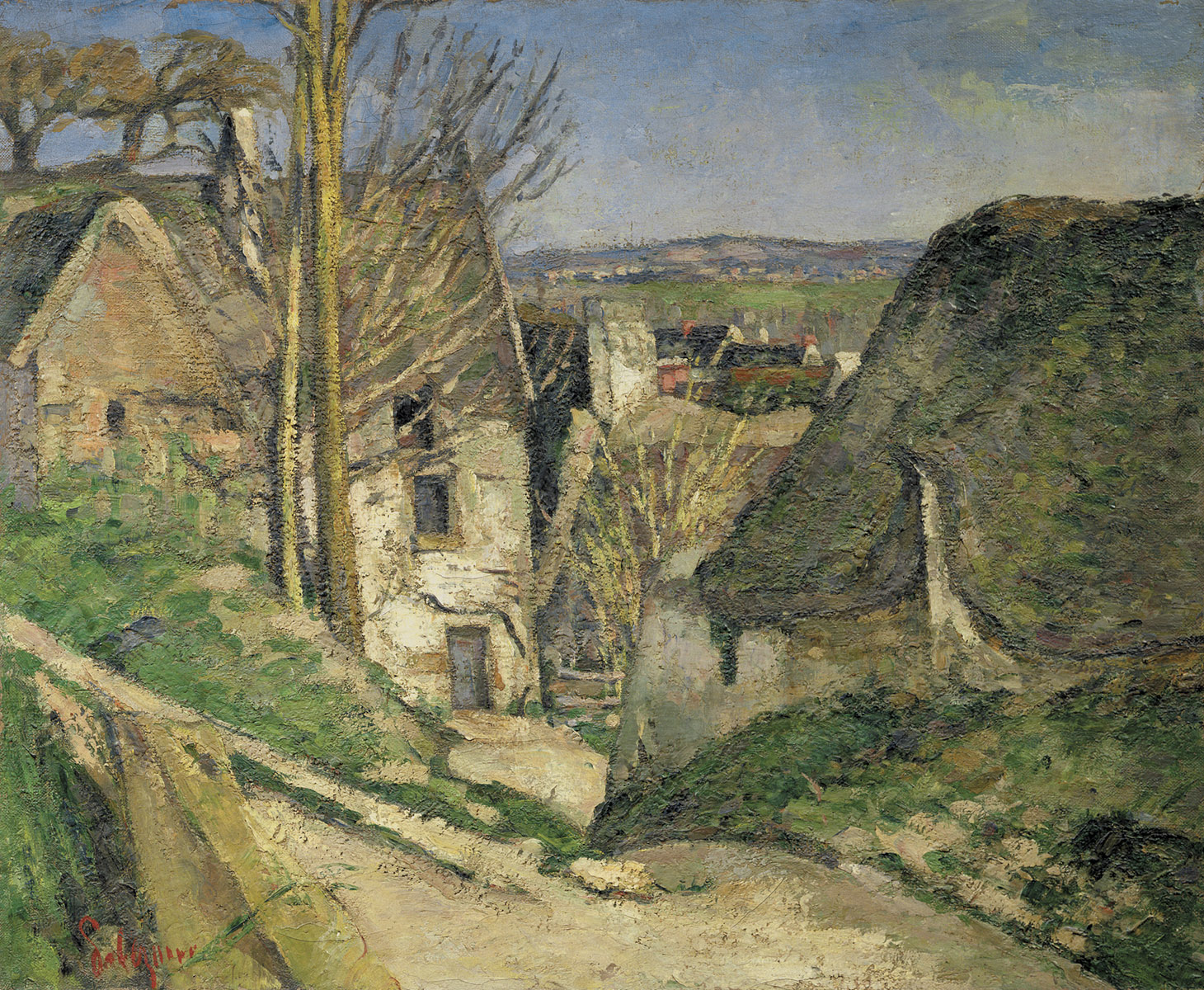
П. Сезанн. «Дом повешенного»
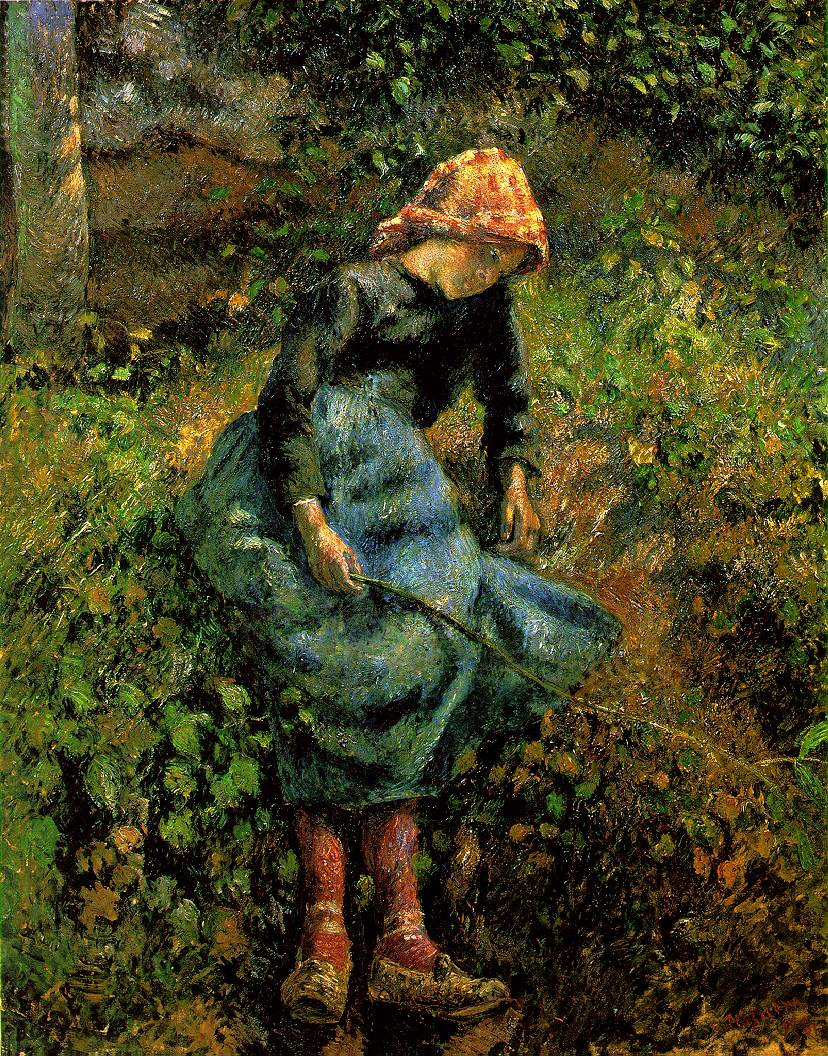
К. Писсарро. «Отдыхающая пастушка»
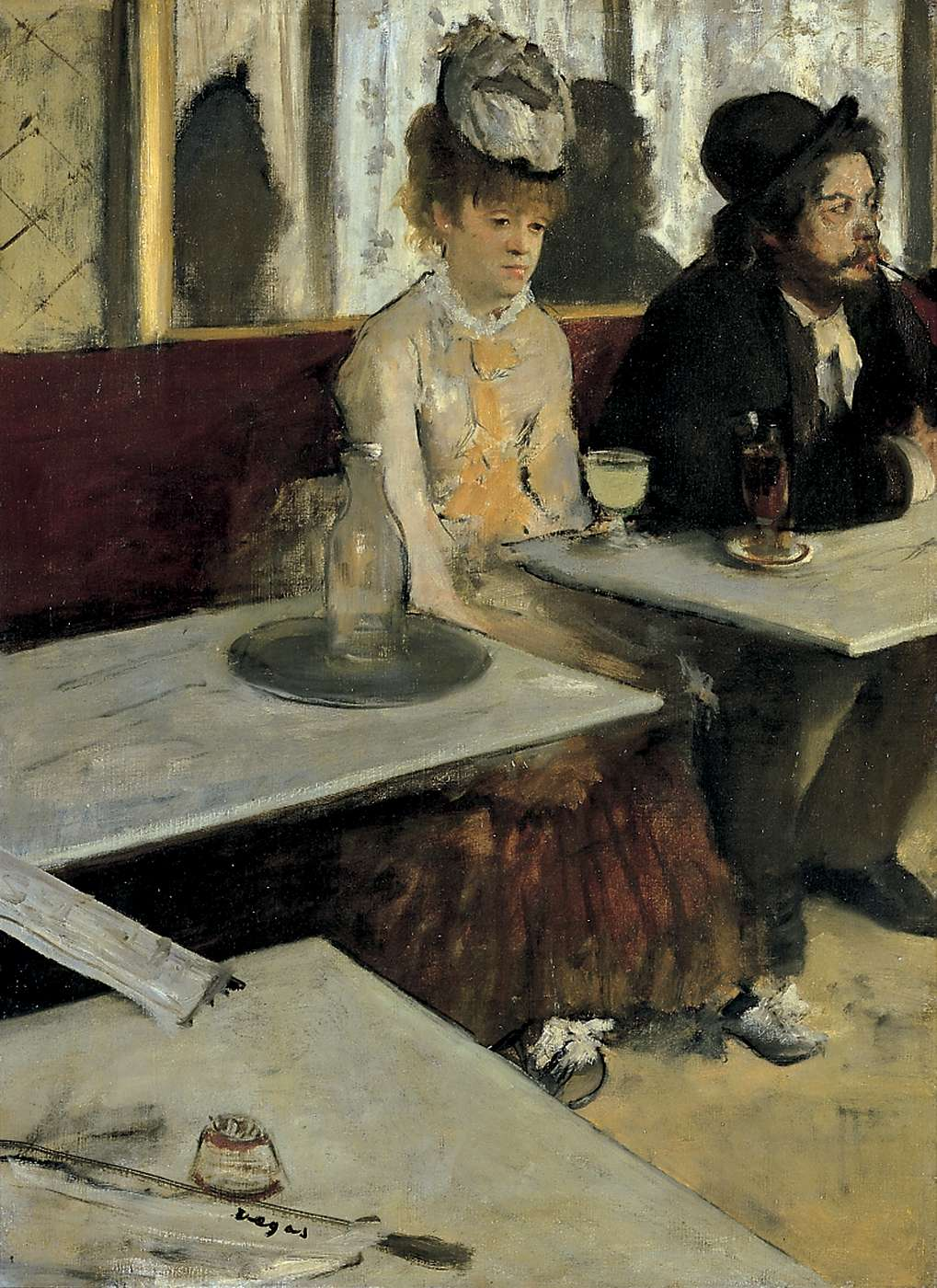
Э. Дега. «Абсент»
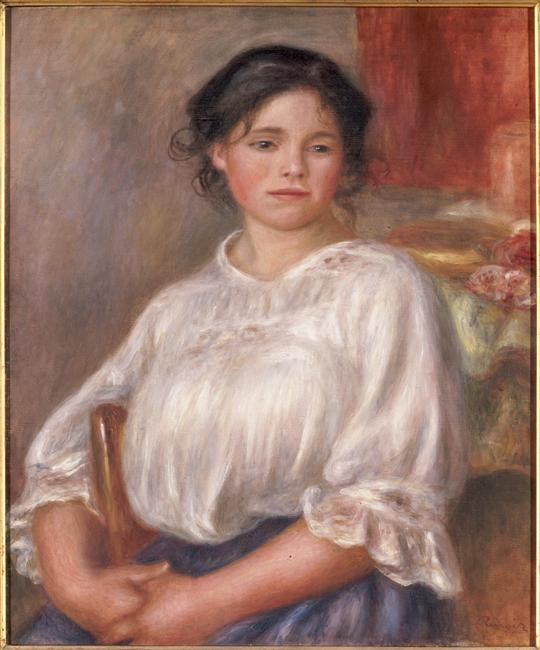
П. О. Ренуар. «Сидящая девушка»
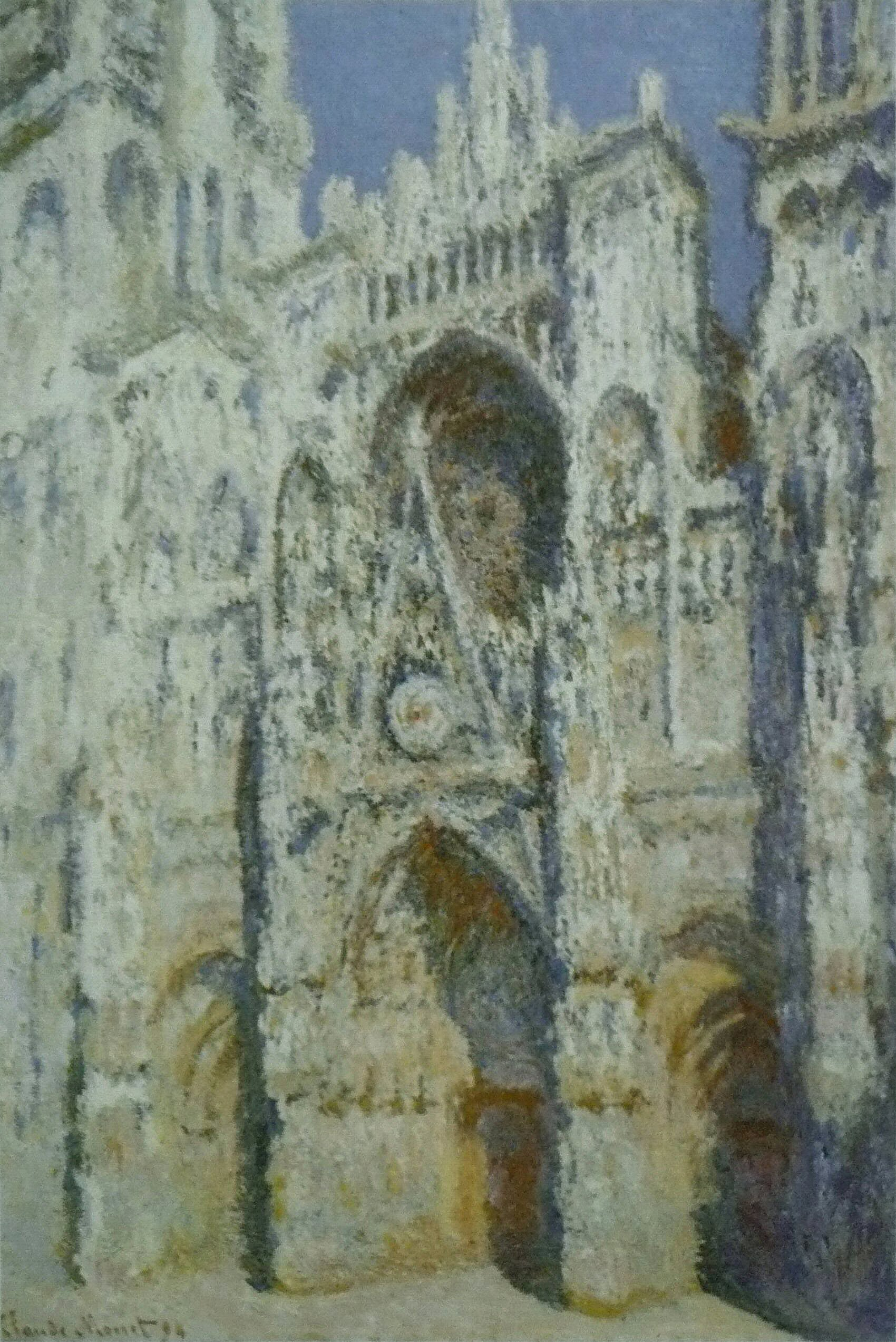
К. Моне. «Руанский собор»